# Yuki Kobayashi
Yuki Kobayashi (小林 祐希 Kobayashi Yūki?), född 24 april 1992, är en japansk fotbollsspelare som spelar för Waasland-Beveren.
Kobayashi debuterade för Japans landslag den 7 juli 2016 i en 2–1-förlust mot Bosnien och Hercegovina.